# Chilpancingo National Airport
Chilpancingo National Airport är en flygplats i Mexiko.   Den ligger i kommunen Chilpancingo de los Bravo och delstaten Guerrero, i den södra delen av landet, 210 km söder om huvudstaden Mexico City. Chilpancingo National Airport ligger 1 313 meter över havet.
Terrängen runt Chilpancingo National Airport är kuperad åt nordost, men åt sydväst är den bergig. Runt Chilpancingo National Airport är det ganska tätbefolkat, med 120 invånare per kvadratkilometer. Närmaste större samhälle är Chilpancingo de los Bravo, 2,7 km sydost om Chilpancingo National Airport. I omgivningarna runt Chilpancingo National Airport växer huvudsakligen savannskog.